# Cracosna xyridiformis
Cracosna xyridiformis är en gentianaväxtart som beskrevs av François Gagnepain. Cracosna xyridiformis ingår i släktet Cracosna och familjen gentianaväxter. Inga underarter finns listade i Catalogue of Life.